# 五社神社 (池田市)
五社神社（ごしゃじんじゃ）は、大阪府池田市鉢塚に鎮座する神社。

## 祭神
- 国常立尊
- 建速素盞鳴尊
- 五十猛尊
- 住吉大神
- 穴織大神

## 歴史
聖武天皇の神亀元年（724年）、僧行基が多羅山若王寺を創建し、その鎮守社として建てられたと伝える。
鎌倉時代若王寺が真言宗に属し、社殿の背後の鉢塚古墳石室内に石造十三重塔を造立し、金剛界五仏を本地仏とし、五社大明神と号した。
- 天正元年（1573年）、織田信長の兵火で社寺ともに焼失した。
- 天正17年（1589年）、釈迦院の伝誉上人が再建。
- 明治初年の神仏分離で五社神社に改める。
- 明治5年村社に列す。
- 明治40年6月17日、南垣内の無格社素盞鳴神社・戀の山の無格社八幡神社を合祀[1]。

## 文化財

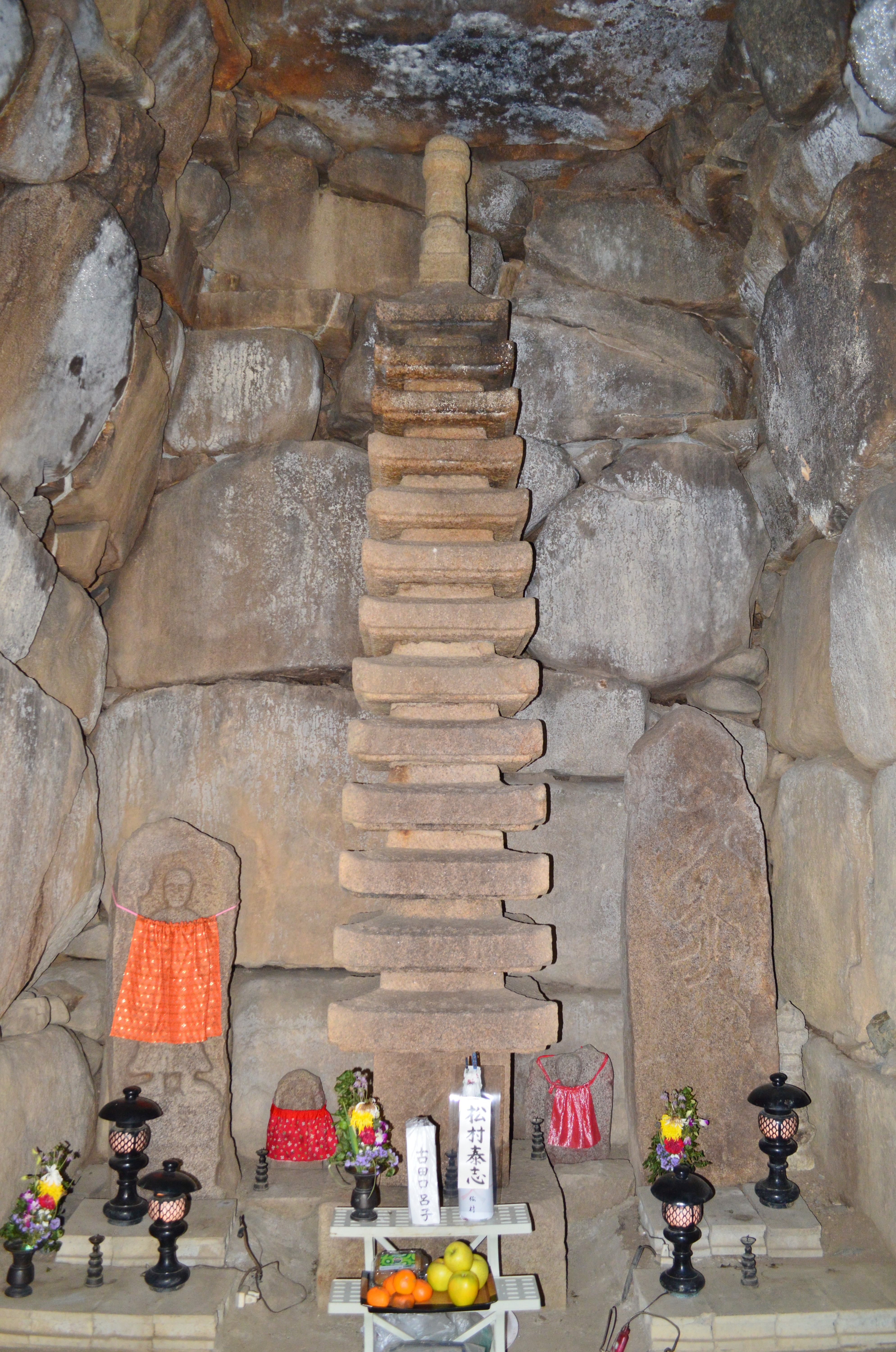
十三重塔

- 五社神社十三重塔（石造）　国の重要文化財（昭和34年6月27日指定）　室町時代前期
高さ5mほどで、基礎は半ば土に埋もれているが、一面を2区に分けて、格狭間を表し、塔身は薄く彫り沈めた月輪の中に金剛界四仏の種子を配している。この地に熊野信仰が行われた際の造立。昭和10年（1935年）10月14日重要美術品に認定され、昭和34年（1959年）に国の重要文化財に指定された。
- 鉢塚古墳上部所在経塚出土品　池田市指定文化財　考古資料第2号（昭和53年10月31日指定）鎌倉時代

## 交通アクセス
- 阪急宝塚本線池田駅から、南東徒歩20分。もしくは阪急バス池田市内線の尊鉢バス停下車後徒歩5分
- 阪急宝塚本線・阪急箕面線石橋阪大前駅から、北西徒歩約20分。もしくは阪急バス池田市内線の水月公園前バス停下車後徒歩8分または阪急バス池田市内線の尊鉢バス停下車後徒歩約5分